# Georges Brassens
Georges Brassens (Sète, 22 oktober 1921 – Saint-Gély-du-Fesc, 29 oktober 1981) was een Franse chansonnier.

## Biografie

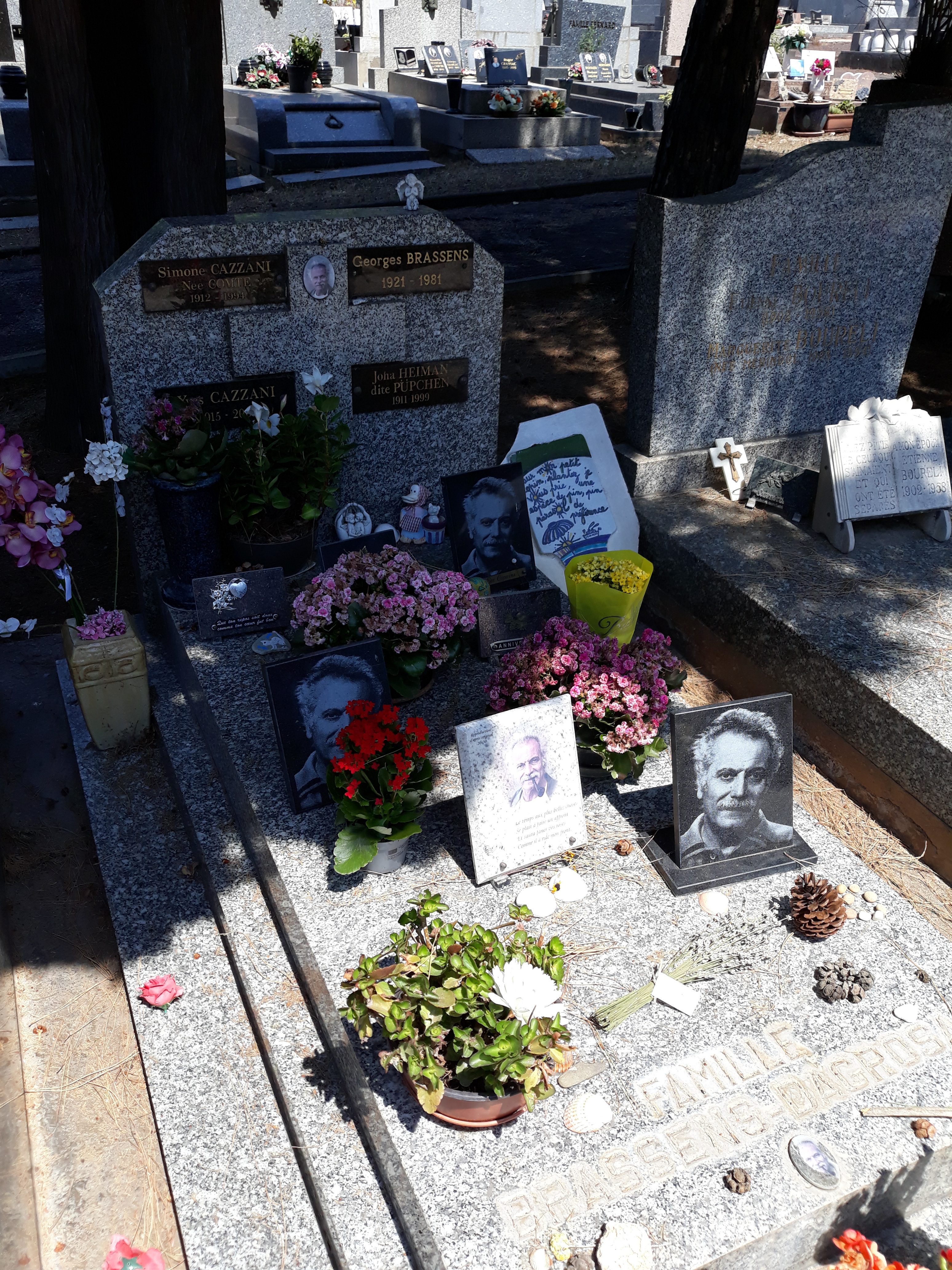
Het graf van Georges Brassens in het familiegraf op de begraafplaats Le Py van Sète (Hérault).

Hoewel Brassens uitgroeide tot een van de populairste auteurs en vertolkers van het Franse chanson was zijn debuut moeizaam. Toen hij bekend werd, had hij al meer dan tien jaar chansons geschreven en had hij vrijwel zonder inkomsten geleefd. Als hij niet was geholpen door vrienden was hij onbekend gebleven en zou hij waarschijnlijk zoals zijn vader en grootvader metser zijn geworden of misschien clochard.
Brassens werd geboren in Sète , een gemeente in het departement Hérault in de regio Occitanie, als zoon van een Franse vader en een Italiaanse moeder uit de stad Marsico Nuovo (in de provincie Potenza, Zuid-Italië).
Brassens groeide op in het ouderlijk huis in Sète met zijn moeder Elvira Dagrosa, vader Jean-Louis Brassens, halfzus Simone (dochter van Elvira en haar eerste echtgenoot, die sneuvelde in de Eerste Wereldoorlog) en grootvader van vaderskant Jules. Zijn moeder, die door Brassens werd bestempeld als een "activiste voor liedjes" (militante de la chanson), had een liefde voor muziek.
In maart 1943, tijdens de nazi-bezetting van Frankrijk, werd hij voor dwangarbeid naar Duitsland overgebracht. Nadat hij verlof had gekregen, deserteerde hij uit het werkkamp en vond onderdak bij Jeanne Le Bonnis, een gastvrije Bretoense vrouw, in wiens huis hij vele jaren doorbracht en aan wie hij verschillende liederen opdroeg ("Jeanne", "La cane de Jeanne"). Het beroemde “Chanson pour l'Auvergnat” is een opdracht aan Jeannes echtgenoot Marcel Planchu.
In 1946 sloot Georges zich aan bij een anarchistische organisatie. Hij zong zijn vroege liedjes op de bijeenkomsten van deze organisatie. Hij was al behoorlijk actief bezig met het componeren van liedjes, maar had nog niet besloten ze in het openbaar te zingen. Om zijn werk populair te maken, zocht hij een geschikte uitvoerder in Parijse cabarets.
Dankzij zijn vrienden kwam hij begin 1952 in contact met Patachou die in hem onmiddellijk een talent herkende. Zij voorspelde dat hij binnen een jaar beroemder zou worden dan zijzelf. Dat gebeurde inderdaad nadat hij in haar cabaret optrad - moest optreden, want Brassens beschouwde zichzelf als auteur en componist, hij dacht er geen moment aan om zelf op te treden. 'Ik ben toch geen circusartiest!' had hij gezegd toen Patachou aandrong. 
Hoewel Patachou enkele chansons van hem kocht, vond ze dat hij zijn eigen chansons moest zingen, omdat ze zo persoonlijk waren dat niemand anders ze zou kopen.  
Veel van zijn liedjes werden verboden voor de Franse en Zwitserse radio of werden soms gekuist.
Georges Brassens stierf in 1981 op zestigjarige leeftijd en werd bijgezet in het familiegraf van Brassens op de armenbegraafplaats 'Le Py' van Sète.

## Stijl

### Teksten
Hij werd door een deel van zijn publiek gewaardeerd om zijn non-conformistische liedjes, maar menigeen was geschokt door zijn directe taal. Hierover zegt hijzelf in een (niet gepubliceerd) gedicht: 
Ma muse est sans conteste une franche poissarde, qui n'a pas peur des mots, qui l'a prouvé déjà, qui vous enfourche son Pégase à la hussarde, qui plutôt deux fois qu'une appelle un chat, un chat.
Mijn muze is zonder twijfel een eerlijke viskoopvrouw die zoals ze bewezen heeft niet bang is voor woorden, die haar Pegasus zonder manieren berijdt, die liever twee keer dan één een kat een kat noemt.
Zijn liedjes waren niet alleen schokkend omdat ze recht-voor-zijn-raap-woorden bevatten, maar ook omdat ze zo indruisten tegen de burgerlijke normen van toen (rond 1953). 
In de honderden liedjes die hij schreef komen typische en uiteenlopende personages tot leven: boerenmeisjes, vlinderjagers, hoeren, verliefde stelletjes, gendarmes, bedrogen echtgenoten, kruimeldieven, overspelige vrouwen, trouwe echtgenoten, pastoors, doodgravers, moordenaressen, dronkenlappen... Hij neemt het op voor mensen die traditioneel door het publiek geminacht wordt, de croquants, de brave burgers met hun vooroordelen. Hij schreef over ontrouw, dreef er de spot mee zoals in Le cocu of verhief het tot iets bijna nobels zoals in Pénélope. Hij schreef over de dood, over God de Vader en de hemel, maar hij was een overtuigd atheïst. Hij was fel antiklerikaal, maar kwam op voor de dorpspastoor die een Heilige Mis voor een gehangene opdroeg.
Zijn eigenzinnigheid blijkt duidelijk nadat hij kritiek kreeg op het feit dat hij nooit een lied tegen de Algerijnse Oorlog schreef. Hij schreef daarop een lied tegen het protestlied: Iedereen moet naar eigen eer en geweten handelen. Hij stierf voordat dit lied kon worden opgenomen. Zijn vriend Jean Bertola heeft het geïnterpreteerd op een plaat die na zijn dood is uitgegeven.

### Muziek
Vrijwel al zijn melodieën zijn van heel persoonlijke signatuur, ze zijn herkenbaar maar onopvallend, uitsluitend bedoeld als de dragers en versterkers van de teksten. Hij bleef tot zijn dood trouw aan zijn oorspronkelijke eenvoudige stijl, waarin hij zichzelf begeleidde op de gitaar. De rest van zijn orkest bestond uit Pierre Nicolas, contrabas en vaak een sologitarist. Zijn muziek doet voor sommigen soms monotoon aan. Bij nadere beschouwing blijken zijn melodieën even meesterlijk als zijn teksten en ze kunnen een eigen leven leiden. Veel van zijn muziek is gebruikt door jazzmuzikanten.

## Vriend van de dichters
In Frankrijk staat hij bekend als een grote vriend van de dichters. Veel gedichten van verschillende dichters zijn door Brassens uitgezocht, aangepast, op muziek gezet en vertolkt:
- Louis Aragon, Il n'y a pas d'amour heureux
- Paul Fort, Le Petit Cheval, Si le bon Dieu l'avait voulu, La Marine, Comme hier, L'Enterrement de Verlaine, Germaine Tourangelle, À Mireille dite «Petit Verglas»
- Victor Hugo, La Légende de la nonne, Gastibelza
- Francis Jammes, La Prière
- Alphonse de Lamartine, Pensée des morts
- Antoine Pol, Les Passantes
- Jean Richepin, Les Oiseaux de passage, Les Philistins
- François Villon, Ballade des dames du temps jadis
- Paul Verlaine, Colombine, Chanson d'automne (muziek van Trenet)
- Alfred de Musset, Ballade à la lune, À mon frère revenant d'Italie
- Théodore de Banville, Le Verger du roi Louis
- Gustave Nadaud, Carcassonne,  Le Roi boiteux
- Géo Norge et Jacques Yvart, Jehan l'advenu
- Pierre Corneille, voor de stancen en Tristan Bernard voor het einde, Marquise
- Henri Colpi, voor de zangtekst en Georges Delerue voor de muziek, Heureux qui comme Ulysse (lied van film van Henri Colpi)

## Een greep uit de chansons
- Chanson pour l'Auvergnat. Een gedeeltelijk autobiografisch lied, geschreven in 1944, waarin hij zijn hospita en hospes (Jeanne en Marcel) bedankt voor de vele jaren dat zij hem gratis onderdak en te eten hebben gegeven,  terwijl zij zelf zeer arm waren en hun kleine woning geen stromend water, geen elektriciteit en geen verwarming had. Ook nadat Brassens beroemd was geworden en veel geld tot zijn beschikking kreeg (waarvan hij het grootste gedeelte weggaf) bleef hij er nog vele jaren wonen.
- Brave Margot. Het verhaal van Margot, een herderinnetje dat een verloren poesje adopteert en dagelijks de borst geeft. Het leven in het dorpje kwam stil te staan, doordat alle mannen naar het tafereeltje kwamen kijken. De vrouwen uit het dorp werden zo kwaad dat ze het poesje doodsloegen. Ter vertroosting nam het herderinnetje een echtgenoot en liet haar charmes nooit meer aan iemand anders zien.
- Les copains d'abord. Een aanklacht tegen de mentaliteit van de bemanning van het marineschip de Méduse die na een schipbreuk zelf als eerste de reddingsboten bezetten. Er zijn nog een paar overlevenden aan land gekomen die een vlot uit het wrakhout samengesteld hadden. Een aantal van deze schipbreukelingen is op het vlot van ontbering gestorven. Een schandaal van de eerste orde dat pas later in Frankrijk bekend werd. Er bevindt zich in het Louvre te Parijs een schilderij van Théodore Géricault, genaamd Le radeau de Méduse (Het vlot van de Méduse) met dit drama als onderwerp.

## Brassens buiten het Franstalig gebied
Hoewel hij relatief weinig bekend is buiten Franstalig Europa en Quebec, spreken zijn teksten en melodieën toch  mensen aan in de meest uiteenlopende landen. Vertalingen van zijn chansons bestaan onder meer in het Engels (Graeme Allwright), Duits (Ralf Tauchmann), Spaans (Paco Ibáñez e.a.), Creools (Sam Alpha), Italiaans, Russisch, Hebreeuws, Esperanto, Japans en veel andere talen.
Een aantal van de chansons werd in het Nederlands vertaald door Ernst van Altena en door onder meer Ronnie Potsdammer gezongen en op de plaat gezet. Het zingen in vertaling van: Funérailles d'antan (De lijkzang van weleer) voor VARA-televisie leverde Potsdammer destijds een boycot van een jaar op. Gerard Wijnen heeft inmiddels het gehele oeuvre, 131 gedichten en chansons, vertaald in het Nederlands. In België zijn Hans Mortelmans en Koen De Cauter vertolkers van het oeuvre van Brassens. Mortelmans brengt het werk in zijn eigen, Antwerpse vertaling.

## Discografie

### Studio-opnamen
| Titel                                          | Eerste uitgave op langspeelplaat 33 toeren | Eerste uitgave op langspeelplaat 33 toeren | Eerste uitgave op langspeelplaat 33 toeren | Eerste uitgave op compact disc | Eerste uitgave op compact disc |
| Titel                                          | Jaar                                       | Formaat                                    | Label                                      | Jaar                           | Label                          |
| ---------------------------------------------- | ------------------------------------------ | ------------------------------------------ | ------------------------------------------ | ------------------------------ | ------------------------------ |
| La Mauvaise Réputation                         | 1952                                       | 25 cm                                      | Polydor                                    | 2002                           | Mercury/Universal              |
| Le Vent                                        | 1953                                       | 25 cm                                      | Polydor                                    | 2002                           | Mercury/Universal              |
| Les Sabots d'Hélène                            | 1954                                       | 25 cm                                      | Polydor                                    | 2002                           | Mercury/Universal              |
| Je me suis fait tout petit                     | 1956                                       | 25 cm                                      | Philips                                    | 2003                           | Mercury/Universal              |
| Oncle Archibald                                | 1957                                       | 25 cm                                      | Philips                                    | 2003                           | Mercury/Universal              |
| Le Pornographe                                 | 1958                                       | 25 cm                                      | Philips                                    | 2003                           | Mercury/Universal              |
| Les Funérailles d'antan                        | 1960                                       | 25 cm                                      | Philips                                    | -                              | -                              |
| Le temps ne fait rien à l'affaire              | 1961                                       | 25 cm                                      | Philips                                    | -                              | -                              |
| Les Trompettes de la renommée                  | 1962                                       | 25 cm                                      | Philips                                    | -                              | -                              |
| Les Copains d'abord                            | 1964                                       | 30 cm                                      | Philips                                    | 1996                           | Mercury/PolyGram               |
| Supplique pour être enterré à la plage de Sète | 1966                                       | 30 cm                                      | Philips                                    | 1996                           | Philips/Phonogram              |
| Misogynie à part                               | 1969                                       | 30 cm                                      | Philips                                    | 1996                           | Philips/Phonogram              |
| Fernande                                       | 1972                                       | 30 cm                                      | Philips/Phonogram                          | 1996                           | Mercury/PolyGram               |
| Trompe-la-mort                                 | 1976                                       | 30 cm                                      | Philips/Phonogram                          | 1996                           | Mercury/PolyGram               |